# Dennis Viollet
Dennis Sydney Viollet (20. september 1933 i Manchester - 6. marts 1999) var en engelsk fodboldspiller. Han var angriber på Manchester Uniteds hold i 1950'erne. Viollet overlevede München-ulykken. Han er den 4. mest scorende spiller for United nogensinde. Han spillede også to landskampe for England.